# Camponotus sphenocephalus
Camponotus sphenocephalus é uma espécie de inseto do gênero Camponotus, pertencente à família Formicidae.